# 李家俊烈士故居
李家俊烈士故居位於四川省達州市萬源縣固軍鄉，文物遺址年代判定為近代。2002年12月27日公佈為四川省第六批省級文物保護單位。